# Richard Paul Russo
Ne doit pas être confondu avec Richard Russo.
Pour les articles homonymes, voir Russo.
Œuvres principales
- La Nef des fous

Richard Paul Russo, né le  11 décembre 1954 à San José en Californie, est un écrivain américain de science-fiction. Il est surtout connu pour son livre La Nef des fous.

## Biographie
Richard Paul Russo fait ses débuts en science-fiction en 1986 dans le magazine Asimov's Science Fiction. En quelques mois, son nom figure au sommaire de nombreuses revues américaines. Son premier roman, Inner Eclipse, paraît en 1988 et est finaliste au prix Locus du meilleur premier roman de 1989. En 1990, son roman Subterranean Gallery est récompensé par le prix Philip-K.-Dick.
Suivront la trilogie de Carlucci, un thriller futuriste, et La Nef des fous, un space opera métaphysique qui gagne en 2002 le prix Philip-K.-Dick. En 2007, son roman Le Cimetière des saints est publié.

## Œuvres

### Trilogie Frank Carlucci
1. (en) Destroying Angel, 1992
2. (en) Carlucci's Edge, 1995
3. (en) Carlucci's Heart, 1997

### Romans indépendants
- (en) Inner Eclipse, 1988
- (en) Subterranean Gallery, 1989Prix Philip-K.-Dick 1990
- La Nef des fous, Le Bélial', 2006 ((en) Ship of Fools, 2001), trad. Patrick Dusoulier  (ISBN 2-84344-072-6)Prix Philip-K.-Dick 2002 - Réédition, Pocket, coll. « Science-fiction » no 5908, 2009 (ISBN 978-2-266-16213-5)
- Le Cimetière des saints, Le Bélial', 2007 ((en) The Rosetta Codex, 2005), trad. Patrick Dusoulier et Pierre-Paul Durastanti  (ISBN 978-2-84344-080-9)Réédition, Pocket, coll. « Science-fiction » no 5999, 2011 (ISBN 978-2-266-18663-6)

### Recueil de nouvelles
- (en) Terminal Visions, 2000